# Гейнісман Яків Ісакович
Яків Ісакович Гейнісман (1 вересня 1901, Вінниця — 21 липня 1960) — доктор медичних наук (з 1945 року), професор (з 1951 року).

## Біографія
Народився 1 вересня 1901 року в Вінниці. В 1924 році закінчив Київський університет, в 1930-му — Київський медичний інститут.
- в 1924—1930 роках — науковий співробітник Київського рентгенорадіологічного інституту;
- в 1930—1941 роках — завідувач рентгенвідділом Київського психоневрологічного інституту;
- в 1941—1943 роках — старший ординатор евакогоспіталю № 408;
- в 1950—1959 роках — завідувач відділом нейрорентгенології Київського науково-дослідницького інституту нейрохірургії

Кандидат медичних наук з 1936 року. В 1945 році захистив докторську дисертацію.
Нагороджений двома медалями.
Помер 21 липня 1960 року. Похований в Києві на Лук'янівському цвинтарі (ділянка № 44, ряд 25, місце 40). На могилі прямокутна стела з сірого граніту, вирізблена медична емблема.

## Наукова діяльність
Основні напрямки наукової діяльності: рентгенобіологія, рентгенодіагностика та рентгенотерапія захворювань нервової системи.
Автор 65 наукових робіт, 1 монографії. Підготував 1 доктора та 7 кандидатів медичних наук.
Основні роботи:
- «Рентгенотерапія гіпофізарних пухлин» (1928);
- «Рентгенотерапія пухлин щитовидної залози» (1930);
- «Рентгенотерапія захворювань нервової системи» (1934);
- «Енцефалографічне вивчення енцефалопатії» (1937);
- «Особливості реакції нервової системи при впливі променів рентгена» (1948) та інші.